# Алекс Пінеда Чакон
Алекс Маурісіо Пінеда Чакон (ісп. Alex Pineda Chacón, нар. 19 грудня 1969, Санта-Крус-де-Йохоа) — гондураський футболіст.

## Клубна кар'єра
Чакон провів більшу частину своєї кар'єри у клубі «Олімпія» (Тегусігальпа) з Тегусігальпи, до якої приєднався в 1988 році. Він виграв з командою два чемпіонати країни і Кубок чемпіонів КОНКАКАФ 1988 року. У складі столичного клубу він забив 56 голів.
Пізніше він грав за «Коррекамінос» з Мексики протягом сезону 1993/94, а потім — за «Спортінг Крістал» з Перу в сезоні 1994/95, у складі якого зіграв у чотирьох матчах Кубка Лібертадорес.
У 2001 році Чакон приєднався до клубу MLS, «Маямі Ф'южн». У сезоні 2001 року Чакон зіграв вирішальну роль в атаці команди, маючи серед партнерів таких талантів, як Прекі, Дієго Серна, Іан Бішоп, і Кріс Гендерсон. Чакон забив 19 голів, зробив 9 передач і був лідером ліги по голам. Він був визнаний найціннішим гравцем MLS.
Однак, «Ф'южн» був розформований після сезону 2001 року поряд з «Тампа Бей М'ютіні», і він не зміг повернути колишню форму, завдяки якій він добре проявив себе в перший рік. Він був узятий «Нью-Інгленд Революшн» в рамках проекту розподілу гравців розформованих клубів MLS, але поява в команді Тейлора Твеллмана і прихід нового тренера Стіва Нікола призвели до зменшення обсягу ігрової практики для Чакона. Він перейшов в «Лос-Анджелес Гелаксі» після сезону 2002 року і незабаром став гравцем «Коламбус Крю», але не зміг зупинити кар'єрний спад.
Після сезону 2003 року Чакон покинув MLS, перейшовши в американську А-Лігу, де він провів досить багато ігрового часу в «Атланті Силвербекс». Хоча він забив лише 3 голи і віддав 2 передачі у 2004 році, лідерські якості Чакона були визнані включенням в символічну збірну А-Ліги.

## Кар'єра в збірній
Пінеда Чакон дебютував за збірну Гондурасу в грудні 1992 року у відбірковому матчі до чемпіонату світу проти Коста-Рики. Він зіграв у загальній складності 45 матчів і забив 5 голів. Він представляв свою країну в 12 матчах кваліфікації до чемпіонату світу і грав на Кубку націй Центральної Америки 1993, а також на Золотих кубках КОНКАКАФ 1993, 1996, 1998 і 2000 років.
Його останній міжнародний матч відбувся у квітні 2000 року в рамках кваліфікації на чемпіонат світу 2002 року, суперником була збірна Нікарагуа.

## Тренерська кар'єра
Чакон приєднався до «Атланти Сілвербекс» як помічник тренера у 2007 році. Він обіймав цю посаду два сезони. У той час як клуб переживав процедуру реструктуризації, він тренував молодіжний клуб «Форсайт Ф'южн», нині відомий як «Юнайтед Футбол Академії».
Після року роботи в «Сілвербекс» асистентом, 7 листопада 2011 року він був призначений головним тренером.
але був звільнений з клубу в червні 2012 року після невдалого сезону.

## Особисте життя
Чакон проживає в Атланті з дружиною і трьома дочками.

## Титули і досягнення
- Переможець Кубка центральноамериканських націй: 1993